# 佐藤昌胤
佐藤 昌胤（さとう しょういん、1907年（明治40年）- 1970年（昭和45年）9月4日）は画家。伊勢湾台風を題材にした絵画などで知られる。三重県桑名郡長島町（現在の三重県桑名市）出身、長島町町会議員も務めた。
晩年住んだ屋敷は改修され、桑名市の情報交流施設・又木茶屋として利用されている。

## 略歴
1921年（大正10年）、三重県立津中学校に入学する。1924年（大正13年）、三重県立富田中学校に編入学するも、翌年退学する。同校の先輩の丹羽文雄の影響を受け、文学を志し上京した。川端画学校で油絵の修業を始め、曽宮一念の指導を受けた。1928年（昭和3年）「晩秋の丘」が帝展に入選する。1930年から春陽会に出品し、1948年に準会員として推挙され、後に会員となる。1970年（昭和45年）リンパ腺癌で死去する。